# Interstate 2
Pour les articles homonymes, voir I2 et Route 2.
L'Interstate 2 (I-2) est une autoroute de la vallée du río Grande du Sud du Texas. À l'ouest, elle débute à l'intersection de la U.S. Route 83 (US 83) à Peñitas et continue vers l'est jusqu'à l'intersection des routes I-69E/US 77/US 83 à Harlingen. Sur toute sa longueur, elle est parallèle à la US 83. L'I-2 est aussi parallèle à la route fédérale mexicaine 2 (Fed. 2), une autre route majeure ouest/est qui trace la frontière américano-mexicaine le long du río Grande. Lorsque l'I-2 sera complétée, l'extrémité ouest sera la ville de Laredo.
L'autoroute est l'une des plus récentes du réseau Interstate : elle a été désignée telle en 2013. Sa construction fait partie de l'expansion du système des Interstates dans le Sud du Texas qui inclut trois branches de l'Interstate 69 au Texas. Elle se connecte actuellement à l'I-69E et à l'I-69C et, lorsqu'elle sera complétée jusqu'à Laredo, l'I-69W également. En date de 2021, ce complexe de trois Interstates n'est pas connecté au reste du système d'autoroutes Interstate.

## Description de la route
L'I-2 commence à une intersection avec la US 83 à Peñitas. L'autoroute se dirige vers l'est en route à quatre voies séparées à travers la vallée du río Grande. La route adopte une direction sud-est autour de Mission et McAllen au sud, passant près de l'aéroport international de McAllen. La route se dirige vers le nord-est aux alentours de Pharr, où elle croise l'I-69C/US 281 au centre-nord de la ville. Se poursuivant vers l'est, l'autoroute traverse plusieurs petites villes. La route se termine à un échangeur avec l'I-69E/US 77/US 83 à Harlingen.

## Histoire
C'est en 2013 qu'a lieu l'inauguration officielle de l'I-2. Il ne s'agit pas réellement de l'inauguration d'un nouvel axe routier, car une route se trouvait déjà à cet endroit auparavant. Avant 2013, cette route se nommait la US 83, mais le 1er avril 2013, le département des Transports du Texas (TxDOT) demande à l'American Association of State Highway and Transportation Officials de se prononcer sur la désignation d'Interstate 2 (I-2) pour la section de route entre Palmview et Harlingen, notamment parce qu'elle bénéficie déjà d'un caractère autoroutier et qu'elle se trouve en zone urbanisée. Favorable à la proposition du département texan, la question est soumise à la Federal Highway Administration qui finit par approuver la demande le 24 mai 2013. Le 30 mai 2013, TxDOT emboîte le pas et désigne officiellement comme Interstate 2, une section de la US 83 de 75 km (46 milles).

## Liste des sorties
| Interstate 2                      |                             |       |       |      |                                                                                         | |
| Comté                             | Municipalité                | mi    | km    | #    | Intersections / Destinations                                                            | Notes |
| Hidalgo                           | Peñitas                     | 0,00  | 0,0   |      | US 83                                                                                   | |
| Hidalgo                           |                             | 1,09  | 1,75  | 130  | Showers Road                                                                            | Pas de numéro de sortie en direction Est                                                                                             |
| Hidalgo                           | Palmview                    | 2,59  | 4,17  | 131  | FM 492 (Goodwin Road) / Abraham Road                                                    | |
| Hidalgo                           | Palmview                    | 4,45  | 7,16  | 133  | SH 364 (La Homa Road) / Bentsen Palm Drive                                              | |
| Hidalgo                           | Mission                     | 5,76  | 9,27  | 134  | US 83 / Inspiration Road                                                                | |
| Hidalgo                           | Mission                     | 6,37  | 10.25 | 135  | Los Ebanos Road                                                                         | |
| Hidalgo                           | Mission                     | 7,51  | 12,09 | 136  | SH 107 Nord / FM 1016 Sud (Conway Avenue)                                               | |
| Hidalgo                           | Mission                     | 8,53  | 13,73 | 137  | FM 396 (Bryan Road / Anzalduas Highway)                                                 | |
| Hidalgo                           | Mission                     | 10,01 | 16,11 | 138  | FM 494 (Shary Road)                                                                     | |
| Hidalgo                           | McAllen                     | 11,56 | 18,60 | 140  | FM 2220 (Ware Road)                                                                     | |
| Hidalgo                           | McAllen                     | 12,59 | 20,26 | 141  | Spur 115 (23rd Street) / Main Street - Aéroport                                         | |
| Hidalgo                           | McAllen                     | 13,54 | 21,79 | 142  | SH 336 (10th Street) / Main Street / Second Street - Aéroport                           | |
| Hidalgo                           | McAllen                     | 14,64 | 23,56 | 143A | McColl Road / 2nd Street                                                                | Pas de sortie directe en direction Ouest (indiquée comme sortie 143B)                                                                |
| Hidalgo                           | McAllen                     | 14,99 | 24,12 | 143B | Jackson Avenue / Sam Houston Avenue                                                     | |
| Hidalgo                           | Limites de McAllen - Pharr  | 15,66 | 25,20 | 144  | US 83 / FM 2061 / FM 3362 (Jackson Road)                                                | |
| Hidalgo                           | Pharr                       | 16,42 | 26,43 | 145  | Sugar Road / Polk Avenue                                                                | |
| Hidalgo                           | Pharr                       | 17,22 | 27,71 | 146  | I-69C Nord / US 281 – Edinburg, Pharr                                                   | Terminus Sud de l'I-69C; indiquée comme sortie 146A (Sud) et 146B (Nord); Sortie 1A-B de l'I-69C en direction Sud; triple échangeur. |
| Hidalgo                           | Pharr                       | 17,22 | 27,71 | 146C | Frontage Road                                                                           | Direction Est seulement |
| Hidalgo                           | Limites de Pharr - San Juan | 18,24 | 29,35 | 147A | Veterans Boulevard                                                                      | |
| Hidalgo                           | San Juan                    | 18,72 | 30,13 | 147B | FM 1426 - San Juan                                                                      | |
| Hidalgo                           | San Juan                    | 20,40 | 32,83 | 149  | FM 2557 - Sud (Stewart Road) / Cesar Chavez Road                                        | Accès direct à la FM 2557 en direction Est seulement                                                                                 |
| Hidalgo                           | Alamo                       | 21,15 | 34,04 | 150A | FM 907 - (Alamo Road)                                                                   | |
| Hidalgo                           | Alamo                       | 21,90 | 35,24 | 150B | Tower Road                                                                              | |
| Hidalgo                           | Donna                       | 23,41 | 37,67 | 152  | FM 1423 - (Val Verde Road)                                                              | |
| Hidalgo                           | Donna                       | 24,66 | 39,69 | 153  | Hutto Road                                                                              | |
| Hidalgo                           | Donna                       | 25,52 | 41,07 | 154  | Spur 433 (Main Street)                                                                  | |
| Hidalgo                           | Donna                       | 26,23 | 42,21 | 155A | FM 493 - (Salinas Boulevard)                                                            | |
| Hidalgo                           |                             | 27,03 | 43,50 | 155B | Victoria Road / Midway Road                                                             | |
| Hidalgo                           | Weslaco                     | 28,42 | 45,74 | 157  | Westgate Drive / Mile 6 West Road                                                       | |
| Hidalgo                           | Weslaco                     | 29,42 | 47,35 | 158  | FM 88 - (Texas Boulevard)                                                               | |
| Hidalgo                           | Weslaco                     | 30,45 | 49,00 | 159  | Airport Drive / Pike Boulevard                                                          | Dessert l'aéroport de Mid Valley |
| Hidalgo                           | Weslaco                     | 31,64 | 50,92 | 160  | FM 1015 - (International Boulevard)                                                     | |
| Hidalgo                           | Mercedes                    | 32,79 | 52,77 | 161  | Spur 31 (Mile 2 West Road)                                                              | |
| Hidalgo                           | Mercedes                    | 34,19 | 55,02 | 163A | Vermont Avenue                                                                          | |
| Hidalgo                           | Mercedes                    | 34,64 | 55,75 | 163B | FM 491 - (Texas Avenue)                                                                 | |
| Hidalgo                           | Mercedes                    | 35,87 | 57,93 | 164  | Mile 1 East Road                                                                        | |
| Hidalgo                           | Mercedes                    | 36,88 | 59,35 | 165  | FM 1425 - (Mile 2 East Road)                                                            | |
| Limite de comté Hidalgo - Cameron | Mercedes                    | 37,87 | 60,95 | 166  | Mile 3 East Road                                                                        | |
| Cameron                           | La Feria                    | 39,09 | 62,91 | 167  | FM 2556 - (Solis Road)                                                                  | Pas de sortie directe en direction Ouest (Indiquée sortie 166).                                                                      |
| Cameron                           | La Feria                    | 39,52 | 63,60 | 168  | Rabb Road                                                                               | Pas de sortie directe en direction Ouest (Indiquée sortie 167).                                                                      |
| Cameron                           | La Feria                    | 40,29 | 64,84 | 169  | FM 506 - La Feria, Santa Rosa                                                           | |
| Cameron                           |                             | 40,97 | 65,93 | 170  | FM 733 (Kansas City Road) / White Ranch Road                                            | |
| Cameron                           | Harlingen                   | 42,93 | 69,09 | 171  | FM 800 - (Bass Boulevard)                                                               | |
| Cameron                           | Harlingen                   | 43,90 | 70,65 | 172  | Altas Palmas Road                                                                       | |
| Cameron                           | Harlingen                   | 44,75 | 72,02 | 173  | FM 3195 - (Stuart Place Road)                                                           | |
| Cameron                           | Harlingen                   | 46,50 | 74,83 | 174  | US 83 / Lewis Lane                                                                      | |
| Cameron                           | Harlingen                   | 47,04 | 75,70 | 175  | Tyler Avenue (Spur 206 Est) / Dixieland Road / Bass Pro Drive - Centre-vile d'Harlingen | Sortie en direction Est et entrée en direction Ouest; accès via US 83 Bus; I-69E sortie 26C                                          |
| Cameron                           | Harlingen                   | 47,31 | 76,14 | 176  | I-69E Nord / US 77 Nord – Raymondville, Corpus Christi                                  | Sortie à gauche en direction Est et entrée en direction Ouest; I-69E sortie 26B;                                                     |
| Cameron                           | Harlingen                   | 47,31 | 76,14 |      | I-69E Sud / US 77 Sud / US 83 Sud – Brownsville                                         | Terminus Est; Fin du multiplex avec US 83; I-69E sortie 26B.                                                                         |
|                                   |                             |       |       |      |                                                                                         | |